# Unte Mungkur II
Unte Mungkur II is een bestuurslaag in het regentschap Tapanuli Tengah van de provincie Noord-Sumatra, Indonesië. Unte Mungkur II telt 1081 inwoners (volkstelling 2010).